# Stampen (roman)
Stampen är en roman skriven av Gösta Gustaf-Janson och utgiven 1951. Boken  filmatiserades 1955.

## Handling
Stampen är en roman på självbiografisk grund. Huvudpersoner är den både tyranniske och charmerande pantbanksföreståndaren
'Pant-Janne' och dennes sonson Henrik, en osäker ung man med författardrömmar. Boken innehåller också en berättelse från filmens värld; Tulipanarosen som inte gick att säga.

## Berättelser
- Steg över våra huvuden
- Dubbelmordet på pissoaren eller pantlånarens sonson
- På resa upp mot Djävletrakten
- Den glömda Rubenstavlan
- Sadisten Svenbom
- Farfar får sista ordet
- Tulipanarosen som inte gick att säga